# Calder Memorial Trophy
Calder Memorial Trophy – ofte bare: Calder Trophy; på dansk: Calder trofæet er et trofæ der årligt gives til den bedste rookie (førsteårsspiller) i National Hockey League. For at en spiller skal regnes som rookie i denne sammenhæng må han ikke have spillet 25 kampe eller flere i NHL i tidligere sæsoner. En spiller kan således godt komme i betragtning til trofæet selvom han har spillet op til 24 kampe i ligaen i tidligere sæsoner.
Spilleren skal desuden være under 26 år gammel. Aldersbegrænsningen blev indført efter at trofæet i 1990 blev vundet af den på det tidspunkt 31-årige Sergei Makarov. Makarov havde først i en relativ sen alder fået lov til at forlade Sovjetunionen for at spille i NHL.
Det er medlemmerne af Professional Hockey Writers Association der ved afstemning afgør hvem der skal tildeles trofæet. Trofæet blev senest givet til Patrick Kane, der fik æren foran Nicklas Bäckström og Jonathan Toews.

## Historie
Calder Memorial Trophy er opkaldt efter Frank Calder der var præsident for NHL fra ligaens første sæson i 1917 til sin død i 1943. Trofæet blev uddelt for første gang i 1937. Før da havde man fra 1933 uddelt en pris for 'Årets Rookie'.
På trods af at han havde massiv succes i sin første NHL-sæson vandt Wayne Gretzky ikke trofæet efter sin første sæson i NHL. Da han forinden havde spillet i den konkurrerende professionelle liga World Hockey Association, kunne han iflg. NHL's regler ikke komme i betragtning til Calder trofæet, der i stedet gik til Bostons Ray Bourque.
Calder Memorial Trophy skal ikke forveksles med den såkaldte Calder Cup der gives til det hold der vinder American Hockey League (AHL). Calder Cuppen er ligeledes opkaldt efter Frank Calder.

## Vindere af Calder Memorial Trophy
| Calder Memorial Trophy Vindere            |                              |                         |
| Sæson                                     | Vinder                       | Hold                    |
| 2007-08                                   | Patrick Kane                 | Chicago Blackhawks      |
| 2006-07                                   | Evgeni Malkin                | Pittsburgh Penguins     |
| 2005-06                                   | Alexander Ovechkin           | Washington Capitals     |
| 2004-05                                   | Ikke uddelt pga lockout      | Ikke uddelt pga lockout |
| 2003-04                                   | Andrew Raycroft              | Boston Bruins           |
| 2002-03                                   | Barret Jackman               | St. Louis Blues         |
| 2001-02                                   | Dany Heatley                 | Atlanta Thrashers       |
| 2000-01                                   | Evgeni Nabokov               | San Jose Sharks         |
| 1999-00                                   | Scott Gomez                  | New Jersey Devils       |
| 1998-99                                   | Chris Drury                  | Colorado Avalanche      |
| 1997-98                                   | Sergei Samsonov              | Boston Bruins           |
| 1996-97                                   | Bryan Berard                 | New York Islanders      |
| 1995-96                                   | Daniel Alfredsson            | Ottawa Senators         |
| 1994-95                                   | Peter Forsberg               | Quebec Nordiques        |
| 1993-94                                   | Martin Brodeur               | New Jersey Devils       |
| 1992-93                                   | Teemu Selänne                | Winnipeg Jets           |
| 1991-92                                   | Pavel Bure                   | Vancouver Canucks       |
| 1990-91                                   | Ed Belfour                   | Chicago Blackhawks      |
| 1989-90                                   | Sergei Makarov               | Calgary Flames          |
| 1988-89                                   | Brian Leetch                 | New York Rangers        |
| 1987-88                                   | Joe Nieuwendyk               | Calgary Flames          |
| 1986-87                                   | Luc Robitaille               | Los Angeles Kings       |
| 1985-86                                   | Gary Suter                   | Calgary Flames          |
| 1984-85                                   | Mario Lemieux                | Pittsburgh Penguins     |
| 1983-84                                   | Tom Barrasso                 | Buffalo Sabres          |
| 1982-83                                   | Steve Larmer                 | Chicago Blackhawks      |
| 1981-82                                   | Dale Hawerchuk               | Winnipeg Jets           |
| 1980-81                                   | Peter Stastny                | Quebec Nordiques        |
| 1979-80                                   | Ray Bourque                  | Boston Bruins           |
| 1978-79                                   | Bobby Smith                  | Minnesota North Stars   |
| 1977-78                                   | Mike Bossy                   | New York Islanders      |
| 1976-77                                   | Willi Plett                  | Atlanta Flames          |
| 1975-76                                   | Bryan Trottier               | New York Islanders      |
| 1974-75                                   | Eric Vail                    | Atlanta Flames          |
| 1973-74                                   | Denis Potvin                 | New York Islanders      |
| 1972-73                                   | Steve Vickers                | New York Rangers        |
| 1971-72                                   | Ken Dryden                   | Montreal Canadiens      |
| 1970-71                                   | Gilbert Perreault            | Buffalo Sabres          |
| 1969-70                                   | Tony Esposito                | Chicago Blackhawks      |
| 1968-69                                   | Danny Grant                  | Minnesota North Stars   |
| 1967-68                                   | Derek Sanderson              | Boston Bruins           |
| 1966-67                                   | Bobby Orr                    | Boston Bruins           |
| 1965-66                                   | Brit Selby                   | Toronto Maple Leafs     |
| 1964-65                                   | Roger Crozier                | Detroit Red Wings       |
| 1963-64                                   | Jacques Laperriere           | Montreal Canadiens      |
| 1962-63                                   | Kent Douglas                 | Toronto Maple Leafs     |
| 1961-62                                   | Bobby Rousseau               | Montreal Canadiens      |
| 1960-61                                   | Dave Keon                    | Toronto Maple Leafs     |
| 1959-60                                   | Bill Hay                     | Chicago Blackhawks      |
| 1958-59                                   | Ralph Backstrom              | Montreal Canadiens      |
| 1957-58                                   | Frank Mahovlich              | Toronto Maple Leafs     |
| 1956-57                                   | Larry Regan                  | Boston Bruins           |
| 1955-56                                   | Glenn Hall                   | Detroit Red Wings       |
| 1954-55                                   | Ed Litzenberger              | Chicago Blackhawks      |
| 1953-54                                   | Camille Henry                | New York Rangers        |
| 1952-53                                   | Lorne "Gump" Worsley         | New York Rangers        |
| 1951-52                                   | Bernie "Boom Boom" Geoffrion | Montreal Canadiens      |
| 1950-51                                   | Terry Sawchuk                | Detroit Red Wings       |
| 1949-50                                   | Jack Gelineau                | Boston Bruins           |
| 1948-49                                   | Pentti Lund                  | New York Rangers        |
| 1947-48                                   | Jim McFadden                 | Detroit Red Wings       |
| 1946-47                                   | Howie Meeker                 | Toronto Maple Leafs     |
| 1945-46                                   | Edgar Laprade                | New York Rangers        |
| 1944-45                                   | Frank "Ulcers" McCool        | Toronto Maple Leafs     |
| 1943-44                                   | August 'Gus' Bodnar          | Toronto Maple Leafs     |
| Calder Trophy Vindere                     |                              |                         |
| 1942-43                                   | Gaye Stewart                 | Toronto Maple Leafs     |
| 1941-42                                   | Grant Warwick                | New York Rangers        |
| 1940-41                                   | Johnny Quilty                | Montreal Canadiens      |
| 1939-40                                   | Kilby MacDonald              | New York Rangers        |
| 1938-39                                   | Frank "Mr Zero" Brimsek      | Boston Bruins           |
| 1937-38                                   | Cully Dahlstrom              | Chicago Blackhawks      |
| 1936-37                                   | Syl Apps                     | Toronto Maple Leafs     |
| Årets Rookie (Forløber til Calder Trophy) |                              |                         |
| 1935-36                                   | Mike Karakas                 | Chicago Blackhawks      |
| 1934-35                                   | Sweeney Schriner             | New York Americans      |
| 1933-34                                   | Russ Blinco                  | Montreal Maroons        |
| 1932-33                                   | Carl Voss                    | Detroit Red Wings       |